# オール・ガールズ・アー・ザ・セイム
「オール・ガールズ・アー・ザ・セイム」（All Girls Are the Same、別表記：ALL GIRLS ARE THE SAME）アメリカのラッパー、ジュース・ワールドのデビューシングル。2018年4月13日に、彼のデビュー・スタジオ・アルバム『Goodbye & Good Riddance』のリードシングルとしてリリースされ、同年2月にミュージック・ビデオが公開された。Nick Miraがプロデュースを担当。Billboard Hot 100では92位でデビューし、最高41位に到達。Spotifyでは、2019年12月に「Lucid Dreams」に次ぐ2番目の10億回再生を達成。続編として「AGATS2 (Insecure)」が、トリニダード・トバゴ出身のラッパー、ニッキー・ミナージュとのコラボレーションで2024年11月15日にリリースされた。

## 歌詞
この曲は、ジュースが過去の恋愛で女性に裏切られ、心の痛みをアルコールで乗り越えようとする様子を描いている。
構成は、彼の個人的な問題がラップされたヴァースが繰り返される形になっており、「same」の韻を使ったリフレインが特徴で、何度も曲のタイトルが歌詞に使われる。イントロは「Lucid Dreams」に似たフェードインから始まり、その後に歌詞が展開する。

## ミュージック・ビデオ
公式のミュージックビデオはCole Bennettが監督を務め、2018年2月25日に公開された。

## リミックス
この曲の公式リミックスにはアメリカのラッパー、リル・ヨッティが参加しており、彼は2018年3月末にInstagramでコラボを初めて予告した。ジュースは5月6日に再びInstagramで一部を公開。6月25日、ヨッティがSoundCloudにアップロードしたが、著作権問題によりすぐに削除された。一部のファンはその短い期間にダウンロードし、その後YouTubeなどで転載されている。

## チャート成績
| Chart (2018–2024)                     | Peak position |
| ------------------------------------- | ------------- |
| Australia (ARIA)                      | 98            |
| Global 200 (Billboard)                | 173           |
| カナダ (Canadian Hot 100)             | 54            |
| Greece (IFPI)                         | 69            |
| Poland (Polish Streaming Top 100)     | 100           |
| ポルトガル (AFP)                      | 39            |
| Sweden Heatseeker (Sverigetopplistan) | 3             |
| UK シングルス (OCC)                   | 53            |
| UK R&B (OCC)                          | 16            |
| US Billboard Hot 100                  | 41            |
| US Hot R&B/Hip-Hop Songs (Billboard)  | 20            |
| US Rolling Stone Top 100\|            | 35            |

| Chart (2018)                         | Position |
| ------------------------------------ | -------- |
| US Hot R&B/Hip-Hop Songs (Billboard) | 55       |

## 認定
| 国/地域                                                     | 認定        | 認定/売上数 |
| ----------------------------------------------------------- | ----------- | ----------- |
| オーストラリア (ARIA)                                       | 2× Platinum | 140,000     |
| オーストリア (IFPI Austria)                                 | Platinum    | 30,000      |
| ブラジル (ABPD)                                             | 2× Platinum | 80,000      |
| カナダ (Music Canada)                                       | 8× Platinum | 640,000     |
| デンマーク (IFPI Danmark)                                   | Platinum    | 90,000      |
| ドイツ (BVMI)                                               | Gold        | 200,000     |
| イタリア (FIMI)                                             | Gold        | 50,000      |
| ニュージーランド (RMNZ)                                     | 3× Platinum | 90,000      |
| ポーランド (ZPAV)                                           | 2× Platinum | 100,000     |
| ポルトガル (AFP)                                            | Platinum    | 10,000      |
| スペイン (PROMUSICAE)                                       | Gold        | 30,000      |
| イギリス (BPI)                                              | Platinum    | 600,000     |
| アメリカ合衆国 (RIAA)                                       | 8× Platinum | 8,000,000   |
| Streaming                                                   |             |             |
| ギリシャ (IFPI Greece)                                      | Gold        | 1,000,000   |
| 認定のみに基づく売上数と再生回数 · 認定のみに基づく再生回数 |             |             |